# Abraliopsis pacificus
Abraliopsis pacificus är en bläckfiskart som beskrevs av Tsuchiya och Takashi A. Okutani 1990. Abraliopsis pacificus ingår i släktet Abraliopsis och familjen Enoploteuthidae. Inga underarter finns listade i Catalogue of Life.